# بيز 1

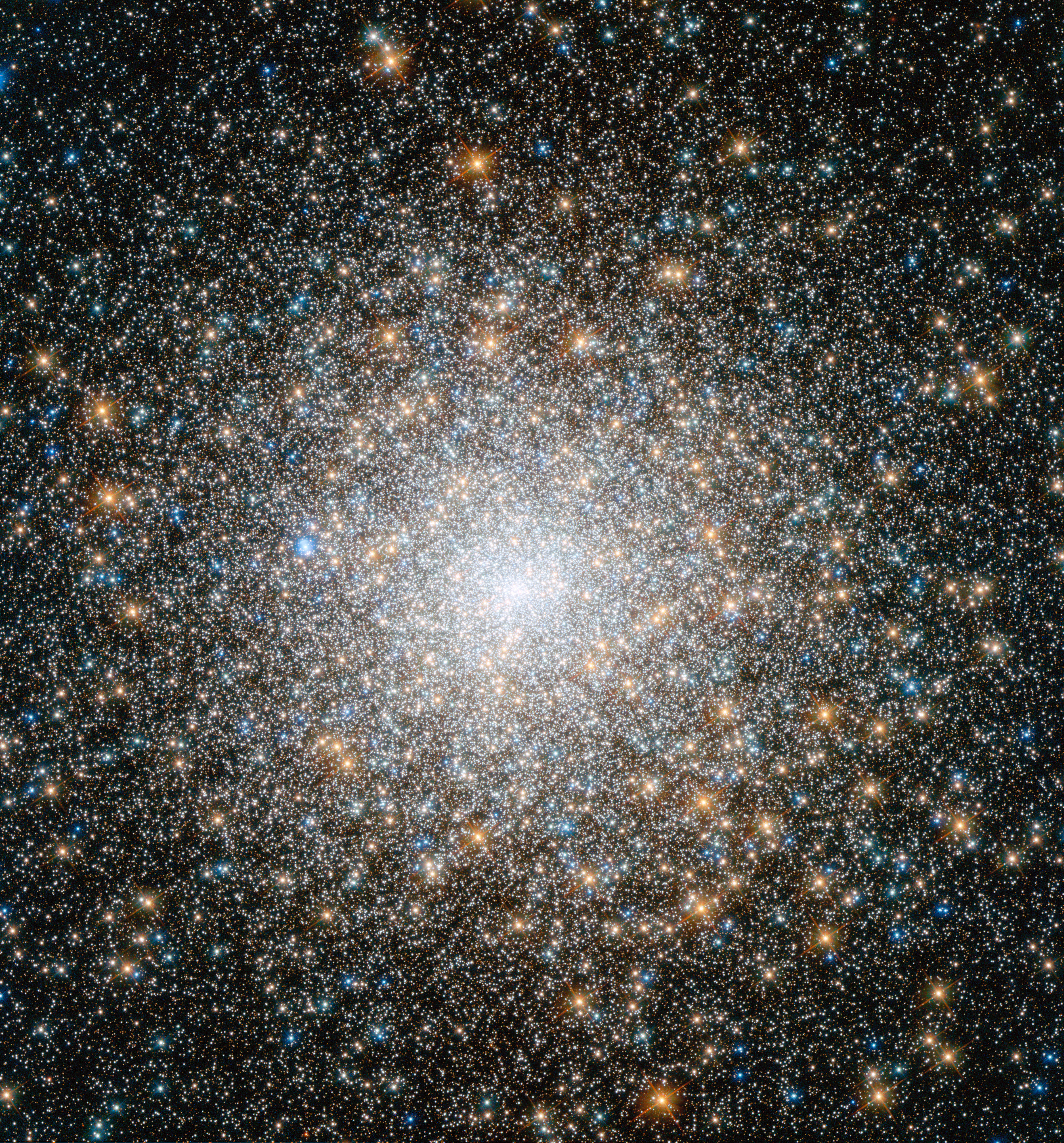
التجمع النجمي مسييه 15 ؛ السديم بيز 1 يُرى أعلى الصورة (أحمر).

بيز 1 في علم الفلك Pease 1 هو سديم كوكبي يوجد في التجمع النجمي الكري مسييه 15 ، أي يبعد عن الأرض نحو 33.600 سنة ضوئية، ويرى في كوكبة الفرس الأعظم. اكتشفه العالم الفلكي «فرانسيس بيز» في عام 1928 . وهو أول سديم كوكبي يُكتشف من بين خمسة سدم كوكبية توجد في تجمع نجمي . يبلغ القدر الظاهري (السطوع) لهذا السديم 5و15 قدر ظاهري ويمكن مشاهدته بتلسكوب تكون عدسته الشيئية بقطر 30 سنتيمتر على الأقل.( 30-سنتيمتر (12 بوصة) .

## المراجع

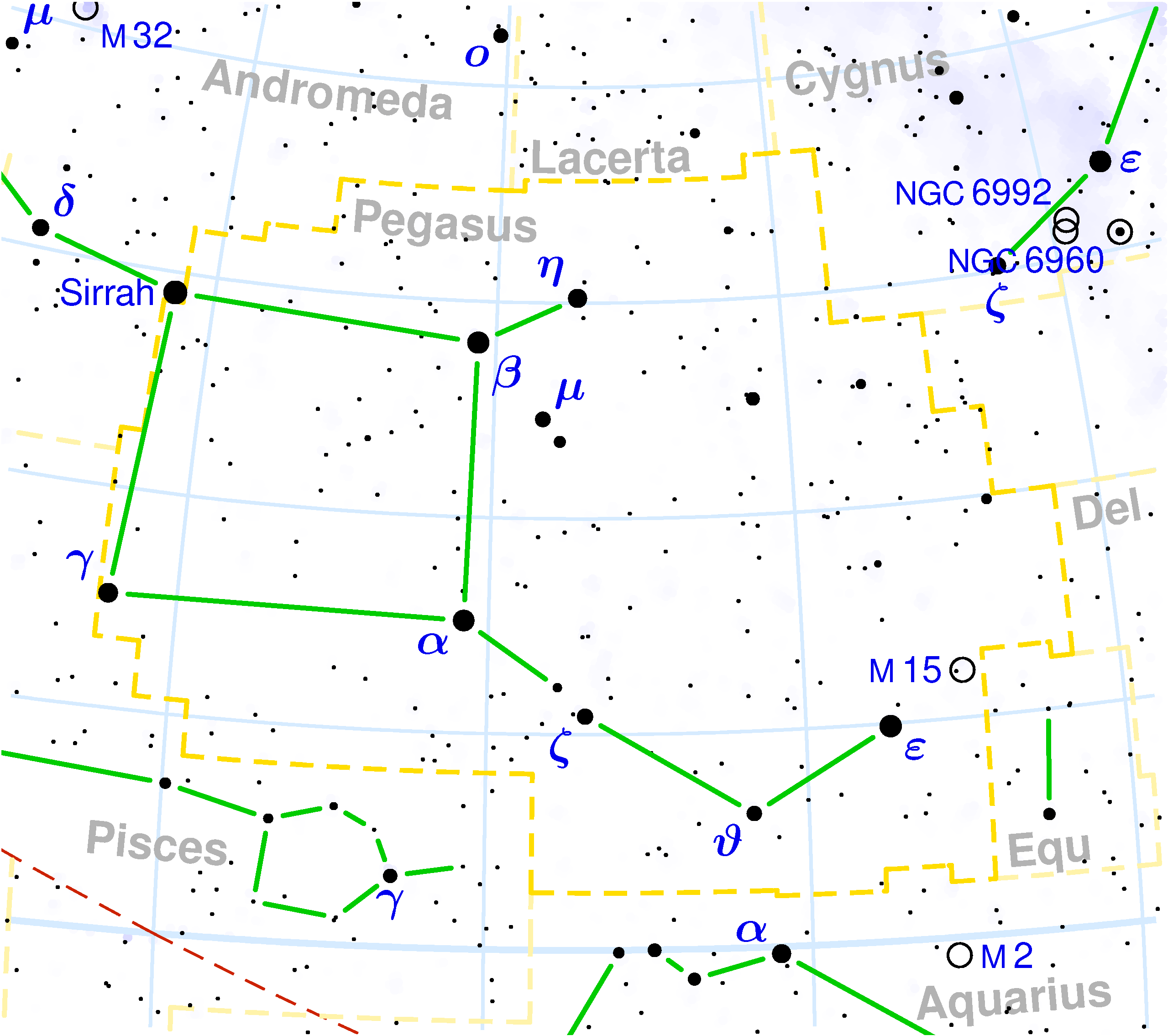
كوكبة الفرس الأعظم وفيها التجمع النجمي مسييه 15 (M 15) الذي يوجد فيها السديم الكوكبي بيزا 1.